# 鳳凰攬勝駅
鳳凰攬勝駅（ほうおうらんしょうえき）は、中華人民共和国湖南省鳳凰県に位置する鳳凰磁気浮上式観光特急線の駅である。

## 歴史
- 2022年5月1日: 開業[1]。

## 隣の駅
鳳凰磁気浮上式観光特急線
■鳳凰磁気浮上式観光特急線
鳳凰等待駅 - 鳳凰攬勝駅 - 鳳凰迎賓駅